# 清水宗徳 (政治家)

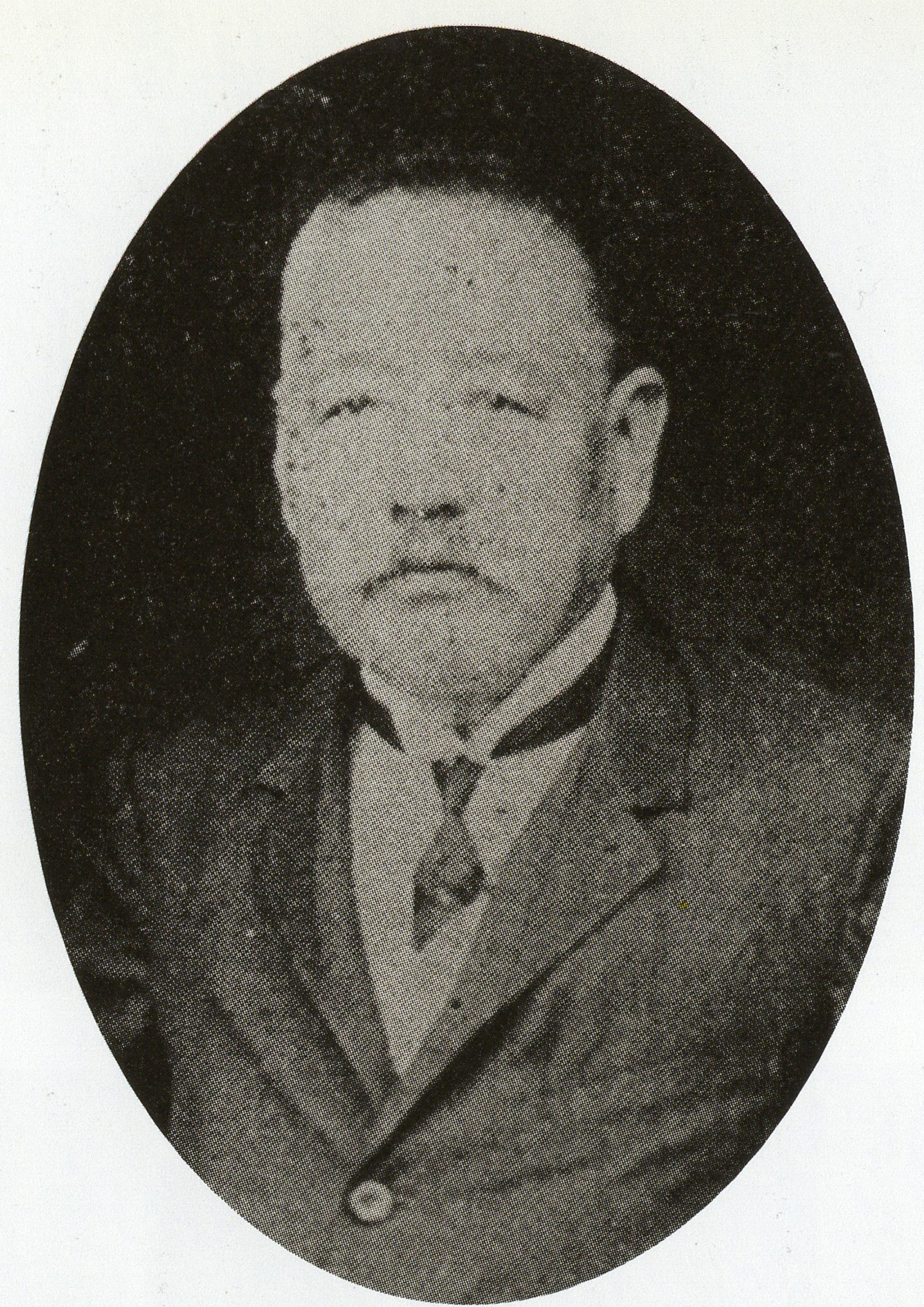
清水宗徳

清水 宗徳（しみず・そうとく、天保14年12月11日（1844年1月30日） - 明治42年（1909年）8月18日）は、明治時代の政治家、実業家。幼名は要治郎。諱は当初は宥三と称した。号は不朽軒義同。
衆議院議員を務めるとともに、地元である埼玉県入間郡地域の殖産興業に力を注いだ。川越鉄道創立委員、入間馬車鉄道第2代社長。

## 経歴

### 出生と名主就任
天保14年（1843年）12月11日（旧暦）、武蔵国高麗郡上広瀬村（のちに入間郡に編入され水富村、現在の埼玉県狭山市上広瀬）で、代々名主と広瀬神社の神官を務める清水家の長男として、父・寛一、母・勢津の間に生まれる。
生まれつき聡明で物心ついた頃から学問を志し、13歳で尊円流の大家・梅沢台陽に師事して書道と学問を学んだ。また、名主となった後の22歳の頃には国学者・井上頼圀の許で国学と漢学、そして和歌を修めている。
1863年には父の跡を継いで２０歳で名主となり、地元有力者の娘・下邑せきと結婚。長男・信治、次男・一三をもうけた。そして、上広瀬村最後の名主として明治維新を迎えることになる。

### 養蚕・織物産業の振興
明治維新後、明治政府の制度改革により1872年に名主を含む地方三役が廃止されると、宗徳は戸長兼民事取締役となった。また1870年には、広瀬神社の神官にもなっている。
この時期に宗徳が行った事業として、教育事業がある。維新直後から自宅に近所の子供を集めて教鞭を執り、さらには1873年には広瀬神社の境内に「幼育学校」を創立して、主に神官の育成に努めた。学制の発布によって正式に学校制度が出来た後も、私財を投じて協力を惜しまなかった。
また1875年には、現在の本富士見橋附近に上広瀬村と入間川村（のちの入間川町、現在の狭山市中心部）を結ぶ渡船を開設し、入間川両岸の交通の便宜を図った。この渡船は、最終的に本富士見橋が架けられた1920年まで46年間続いた。
そしてこれらのことを手始めとして、この前後から時代の変化に合わせた入間郡西部地域の産業振興に興味を示すようになり、手広く事業を行うようになって行く。
まず宗徳が眼を向けたのが養蚕であった。当時養蚕は県内のいたるところで行われていたが、農家の副業という側面が強く、特に入間郡地域のものは当時はほとんど産業として成立し得ない状況であった。
宗徳はこの養蚕を産業としてひとかどのものにすることを企図し、早くも1870年に村内の荒地を使い、苗を自費で与えてまでして桑畑を作った。そして1874年には山梨県・長野県・群馬県の養蚕地や製糸場を歴訪。翌1875年に養蚕室を建設して実際に養蚕とその研究を行い、地元住民の参考に供するとともに、見習生を募集して養蚕を本格的に地元に根づかせることに奔走した。
さらに1876年には妻・せきと有志の者数名を前橋の製糸場に派遣して、製糸技術を実習させたのち、村内の河原宿に県内最初の機械紡績工場「暢業社」を設立した。この工場は当時の県令に模範工場として絶賛を受け、政府にも紹介されたほどであった。実際に暢業社の製品は品質が高く、なかんずく生糸は横浜で好評を得た。
これらと並行して、この地域の伝統織物である魚子織（ななこおり）にもメスを入れた。魚子織は入間郡内では広瀬地区が主な産地であったものの、流通経路の関係で中心地の川越に名前を奪われて「川越魚子」として売られ、あくまで広瀬は裏方であった。
これを嘆いた宗徳は、織り手たちに自分たちの村の物産であるという意識を持たせるために技術の鍛錬を行わせ、「広瀬魚子」と呼ばせることから改革を始めた。そして1885年には、織り手が粗製濫造を行って品質を落とすのを防ぎ、さらに改良や販路拡大のために魚子織業者の組合である「魚子織広瀬組合」を創設した。この組合は後に「武蔵白魚子織本場組合」として拡大し、共進会や内国勧業博覧会に出品を行って入間郡の魚子織の名声を全国に広め、宮内省御用の栄誉にあずかることになる。
この後にも、宗徳の養蚕に関する振興事業は続いた。1881年には、当時まだ国内の貿易業者の発達が不充分で、ことごとく外国資本の会社に利益を持って行かれていることに対して異を唱え、「同伸社」という生糸貿易会社を横浜に創業。流通面でも改善を行わんとした。
地元では1886年に蚕糸業組合を結成して組合長に就任。その報酬をもって顕微鏡などの研究機材を求め、研究生を募って養蚕に欠かせない病害虫の研究を開始し、養蚕家にも病害虫の予防法について講義を行った。
これを発展させ、1888年には蚕の改良・飼育と優良な蚕の選出を目的として「公業館」を設立した。当時この地域の蚕は他県から仕入れたものであったが、粗製品が多くせっかくの養蚕振興を阻害していたため、自分たちで一から蚕を育ててその弊を取り除こうとしたのである。
このような功績を買われ、宗徳は1879年に横浜で開かれた共進会の審査員に任じられ、1885年の内国勧業博覧会でも審査官として選ばれた。また他府県の同様の審査会でも審査員として招かれ、東奔西走している。
しかし、養蚕や魚子織の地域産業化・近代化には成功したものの、事業の継続には多くの困難が伴った。暢業社は工場自体の創立資金を県の借入金に頼っていたために経営は苦しく、さらに風水害で建物が大破してしまい、1889年に売却する憂き目に見舞われた。同伸社も銀貨の暴落によって閉鎖せざるを得なくなってしまい、失敗に終わる。また武蔵白魚子織本場組合も、その後魚子織を含む伝統織物の業界自体が急速な不振に見舞われ衰退することになる。
なお1889年には板紙工場を作って製紙業にも進出していたが、東京に大きな製紙工場が出来たため撤退をやむなくされた。また一時、製糸工場に水車を設けたり、牛乳工場も小規模ながら経営したことがあった。
この他1886年からは、都市部での砂利需要の増加に合わせて入間川の砂利採掘事業を行っている。とにかくさまざまな事業に興味を示し、手を出した人物であった。

### 衆議院議員としての活躍
これと前後して、宗徳は政治にも進出するようになった。1879年には埼玉県議会議員に選出され、さらには1890年の第1回衆議院選挙に立憲自由党から出馬し当選、衆議院議員となった。
衆議院議員としての功績で最大のものは、1890年に地租の徴収期限を大幅に緩和する改正案を立案し、これを通したことであった。だがむしろ宗徳の名を政界で知らしめたのは、所属していた立憲自由党→自由党の勢力基盤を著しく拡大させたことであった。
自由党は今で言う野党にあたる「民党」で、立憲改進党とともに自由民権運動推進派として多くの民衆から支持されて来た。しかし第2次伊藤内閣の時に自由党と立憲改進党は袂を分かち、敵対するようになってしまう。
ここで困ったのが埼玉県の自由党勢力である。長く埼玉県は立憲改進党の地盤であったため、後釜の進歩党に席巻されてしまい、入間郡の片隅で孤立してしまったのである。
これに宗徳は自由党の党員として立ち上がり、県内での勢力拡大に尽力。これによって自由党は1898年の第5回衆議院議員総選挙では進歩党と議席を二分するところまで行った。このために宗徳は進歩党から実力者として大変に恐れられ、「爆裂弾」という異名を奉られるに至る。
もっとも宗徳自身は2期で衆議院議員を辞職しており、これらの地盤拡大などは全て地元、在野において行ったことであった。逆に早く政界から去ったために政争に巻き込まれず、自分の思うような地域振興事業に専念出来たとも言える。

### 川越鉄道・入間馬車鉄道の建設
この頃に宗徳が取り組んだのが、入間郡地域への鉄道の建設であった。当時の入間郡は鉄道空白地帯で、生糸・織物・製茶などのさまざまな地場産業があり、特に川越は物流の中心となっていながら、そこに集まった物産を東京方面へ輸送する手段は旧態依然の馬車や荷車によっていた。
これを憂えた宗徳は、「地域や国家の発展には交通機関・輸送機関の整備が不可欠である」との信念の許、甲武鉄道（現在の中央本線）国分寺駅から所沢町・入間川町などを経て川越町に至る鉄道「川越鉄道」の計画に創立委員として参加。途中紆余曲折を経て、1895年3月21日に全線を開通させるに至る。
また南北にしか走っていない川越鉄道の恩恵を周辺地域にも広めるため、地元の上広瀬にほど近い川越鉄道入間川駅（現在の狭山市駅）から水富村・元加治村・精明村を経て飯能町に至る馬車鉄道を計画し、1894年に特許を取得している。しかし工事の駆け出しは遅く、当初の工事は入間川駅から市街地へ至る道路の開設や道路拡張など一部に留まった。
馬車鉄道の建設工事を滞らせたのは、同時に北海道開拓を行っていたためであった。折から国の政策によって広く推奨されていた北海道開拓に乗った宗徳は、1892年に自ら北海道に渡り、北海道庁から紹介された空知郡奈井江村（現在の奈井江町）の山林に入植を決定。次男の一三ら25人を入植させ、1893年には北海道埼玉殖民協会を創設してさらなる入植者を募集していた。
しかし入植者は思うように集まらず、そのうちに並行して行っていた馬車鉄道に強力なライバルが出現、宗徳の事業の主軸はこちらに向かった。電気動力化などで対抗の後、ライバル会社が自滅したため、馬車鉄道は予定通り建設されることになる。1899年から翌1900年にかけて「入間馬車鉄道」が設立され、宗徳は有償で特許など敷設に必要な権利一切を譲渡した。開業は翌1901年5月10日であった。
その後しばらく宗徳は馬車鉄道から離れていたが、開業の翌年、1902年8月に入間銀行頭取であった入間馬車鉄道初代社長・増田忠順が銀行の金を建設資金に流用していたことが発覚。同年9月2日に増田ら経営陣は総辞職することになり、代わりに宗徳が第2代社長として選出されることになった。

### 晩年

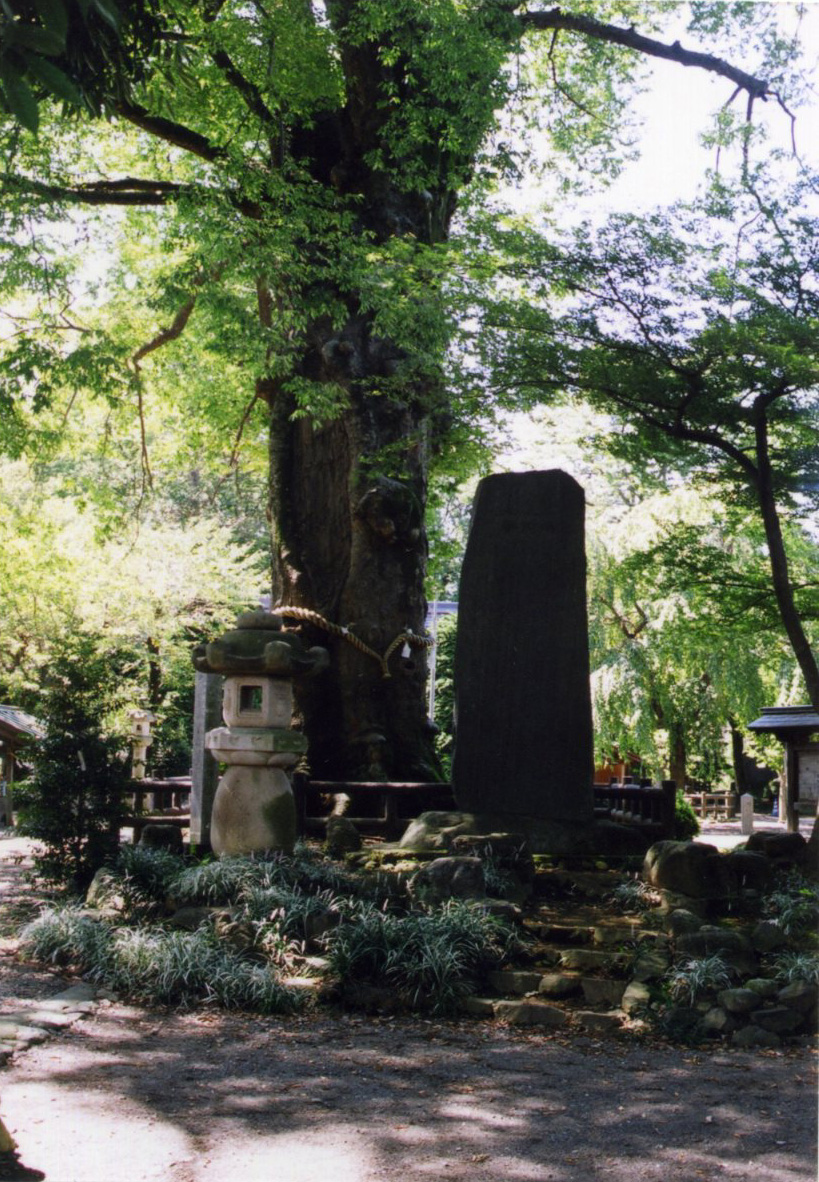
広瀬神社大ケヤキ前にある清水宗徳頌徳碑（右前）

社長就任以後、宗徳は莫大な負債を抱えて極めて厳しい経営状態にあった入間馬車鉄道の経営を改善させるのに全力を注いだ。しかし経営状態の改善は微々たるものであり、結局彼の生前には負債は完済されずに終わった。
また他に進めていた養蚕・織物産業振興が不振のために先細りとなったり、北海道開拓事業が失敗に終わったりと、その理想は必ずしも実現されたとは言い難い状況であった。本人はこれについて、「世人は日が暮れてから提灯を捜すが、自分は朝から提灯をつけて仕事をする。日が暮れて狼狽しない代わりに、先走ってろうそくの無駄をする」と語り、自らの事業の起こし方が人より先走って失敗しがちなことを認めていた。
晩年の宗徳は、社長としての活動とともに、地元の有力者として政界から地元の土地売買まで分け隔てなく仲介を買って出て、民衆に親しまれた。また父親譲りで俳句をたしなむなど、文化活動も行った。私生活では、1904年10月30日に妻・せきが死去、後妻として山中八十女を娶っている。
1909年8月18日、前妻を追うように脳溢血のため死去。67歳であった。
墓は生まれ故郷である上広瀬の富士浅間神社の横にある霞ヶ岡墓寮内に作られ、入間馬車鉄道の創設者としての功績を讃えて墓石の下に馬車鉄道の線路が敷かれている。狭山市指定文化財。
また清水家に縁があり、かつて学校を開いたことのある広瀬神社には、1914年に岡野近三らにより境内の拝殿正面にある大ケヤキの前に頌徳碑が建てられている。

## 人格・エピソード
- 地域産業振興のためになるならば、命すら投げ打つほどの熱意を持った人物であった。養蚕振興のために県から借りた借入金が、工場の不振のために返せなくなった際、県庁に返還延期を頼んだものの認められず、進退窮まり「この請願が受け入れられねば、地元の養蚕ももはや滅ぶことだろう。その生命線としての責を負いながら、このありさまではどの面を下げて生きて地元に帰られよう。かくなる上は潔く割腹し、養蚕業に殉ずるとともに、官にわび県人にわびん」と県庁の前で短刀を腹に突き立て、切腹しようとした。この苛烈な決意に県が折れ、年賦での返還を特別に許可したという。
- 政治に関しては立憲自由党→自由党の勢力拡大を中心に行動面で邁進した一方、自分自身が政治的名誉や権力を得ることについては関心のない人物でもあった。晩年、ある年始客が「あなたのように名声のある人物が、このままではもったいない。また議員になるか、高官になるか、さもなくば富を築くか。どれでも力になりますよ」と言ったところ、「議員のなり手は他にいるから、後輩に譲る。高官になるのも、給料欲しさにへこへこすることを考えるとまっぴらだ。言いたいことを言い、信ずるところを行うのが自分の性に合っている。それに金を貯めてみたところで、冥土のみやげになるわけでもない。そんな富貴なことは私にとって意味がないよ。それよりもこの里を模範の理想郷として整え、在野の尊者となる方がよい」と屠蘇の盃をなめながら語ったと伝える。
- 立憲自由党→自由党の勢力拡大のため大いに活動したこともあり、政治的な面では敵の多い人物であった。特に入間川町はほとんどがライバルである立憲改進党→進歩党の地盤であったため、宗徳に対し好意的とは言い難かった。さらに晩年、渡船事業で地元の水富村の村民のみ渡船料を無料にしたために、入間川町民から憎まれてしまう。この入間川町民の宗徳への反感は没後も続き、ついに渡船のある場所に架橋を強行して対抗するまでに至った。しかしこの架橋は失敗に終わり、橋を破却して渡船の権利を受け継いだ遺族へ決まった金を払う代わりに、遺族側では渡船料を一切無料にすることで和解したという。

## 著書
- 『入間郡町村略誌』（1889年）
- 『蚕業読本』（1897年）
- 『夢物語』（1902年）

## 関係リンク
- 狭山市公式ページ内「清水宗徳之墓」